# 20 cm leichter Ladungswerfer
Il 20 cm leichter Ladungswerfer (abbreviato in 20 cm lLdgW) era un mortaio spigot impiegato dalla Germania nazista durante la seconda guerra mondiale.

## Storia
Sviluppata alla fine degli anni trenta, l'arma era in dotazione al genio militare della Wehrmacht per la demolizione di ostacoli e capisaldi. Venne gradualmente ritirato dal servizio in prima linea a partire dal 1942.

## Tecnica
Il mortaio spigot era incavalcato su un affusto montato su una piattaforma rotante a tamburo, che poggiava direttamente al suolo. La carica propellente era posizionata nella parte superiore del codolo e veniva innescata quando il proiettile scivolava in fondo alla canna abbastanza da chiudere il circuito elettrico. Sparava munizioni HE ad alto esplosivo e fumogene, oltre alla munizione speciale Harpunengeschosse ("bomba-arpione") agganciata ad una corda munita di ganci per ripulire campi minati e reticolati.